# Harry Judd
Harry Mark Christopher Judd (ur. 23 grudnia 1985) – brytyjski perkusista, założyciel i muzyk brytyjskiego pop-rockowego zespołu McFly. 

## Młodość
Urodził się w niewielkim mieście Chelmsford w Esseksie (Anglia). Uczęszczał do najpopularniejszej publicznej angielskiej szkoły Uppingham, którą ukończyli również jego brat Thomas oraz Charlie Simpson. 
Na perkusji gra od czwartego roku życia.

## Kariera
Razem z Tomem Fletcherem, Dannym Jonesem oraz Dougie Poynterem założył zespół McFly, w którym pełni rolę perkusisty. Grupa zyskała popularność po tym, jak w 2004 zagrała z formacją Busted w ramach ich trasy koncertowej po Anglii, a także wystąpiła w teledysku do utworu „Crashed the Wedding” grupy Busted. Oprócz tego, Judd wraz ze swoim zespołem zagrał w filmie Całe szczęście z Lindsay Lohan.
19 listopada 2010 wystąpił w specjalnym odcinku Strictly Come Dancing w ramach akcji Children in Need. Rok później wziął udział w dziewiątej edycji programu. Jego partnerką była Aliona Vilani, z którą 17 grudnia 2011 wygrał finał programu.
W latach 2014 – 2015 McFly koncertowali jako supergrupa McBusted.

## Życie prywatne
21 grudnia 2012 w St Nicholas's Church w Harpenden Harry poślubił Izzy Johnston (byłą wiolonczelistkę grupy Escala). 25 stycznia 2016 na świat przyszła ich córka Lola Rose Emma. 26 sierpnia 2017 urodził się Kit Harry Francis.

### Inspiracje
Jego ulubionymi zespołami są The Who, Simple Plan, Dashboard Confessional oraz The Beatles.